# RPA-240T
El RPA-240T es un radar militar de vigilancia y control del espacio aéreo construido por la empresa estatal argentina INVAP y utilizado por la Fuerza Aérea Argentina (FAA) con el Sistema Nacional de Vigilancia y Control Aeroespacial (SINVICA).

## Desarrollo
Es un radar de búsqueda aérea de operación en banda L y 240 millas náuticas (444,5 km) de alcance. Es diseñado y producido por la empresa estatal argentina INVAP de San Carlos de Bariloche, Río Negro. La Fuerza Aérea Argentina (FAA) adquirió el RPA-240T para el Sistema Nacional de Vigilancia y Control Aeroespacial (SINVYCA).
En marzo de 2021 la FAA instaló un ejemplar en Tostado, Santa Fe.
INVAP desarrolla el RPA-200, una variante superior del RPA-240T con la construcción de cinco (5) unidades para colocar en la región NEA.

## Radares
Los radares instalados:
- Mercedes (CR)
- Merlo (BA)
- Pirané (FO)
- Las Lomitas (FO)
- Ingeniero Juárez (FO)
- San Pedro (MI)
- Tostado (SF)
- Villaguay (ER)